# Obscuranella papyrodes
Obscuranella papyrodes is een slakkensoort uit de familie van de Ranellidae. De wetenschappelijke naam van de soort is voor het eerst geldig gepubliceerd in 2000 door Kantor & Harasewych.